# Улица Кристапа
Улица Кри́стапа (латыш. Kristapa iela) — улица в Курземском районе города Риги. Пролегает в северо-восточном направлении, от улицы Маргриетас до перекрёстка с улицей Баложу. Начало улицы (до пересечения с улицей Дрейлиню) относится к историческому району Засулаукс, остальная часть — к району Агенскалнс. Общая длина улицы Кристапа составляет 1022 метра.

## История
Улица Кристапа была проложена на рубеже XIX—XX веков на территории усадьбы Шварцмуйжа. Впервые упоминается в списках городских улиц в 1901 году под своим нынешним названием (нем. Christoph Strasse, рус. Христофорская улица), которое никогда не изменялось.
Первоначально были проложены начало и конец улицы Кристапа, а участок между улицами Дрейлиню и Мелнсила оставался частью лесного массива. В 1910-е годы здесь были устроены санные трассы, популярные среди горожан. В 1958—1962 годах на месте этого леса был возведён микрорайон Агенскалнские Сосны, занимающий сегодня бо́льшую часть чётной стороны улицы Кристапа.

## Транспорт
На всём протяжении улица Кристапа асфальтирована; от ул. Маргриетас до ул. Дрейлиню разрешено движение в обоих направлениях, далее — одностороннее (в направлении из центра города). На участке между ул. Баложу и ул. Мелнсила в этом же направлении проходят троллейбусные маршруты 5, 9, 12 и 25.
В июле 2021 года в Рижской думе был представлен проект предстоящей реконструкции улицы Кристапа. Необходимая модернизация перекрёстка с улицей Мелнсила осуществлена в 2022 году в рамках строительства нового магазина сети Lidl.

## Застройка
- Дом № 2 — деревянный двухэтажный дом, образец рижского югендстиля (1904, архитектор А. Ашенкампф)[10].
- На перекрёстке с улицей Алисес расположены водонапорная башня (1910–1911, архитектор Вильгельм Бокслаф; перестроена в 1939 году по проекту П. Павуланса), являющаяся памятником архитектуры государственного значения[11], и доходный дом (ул. Алисес, 5, ориентирован главным фасадом вдоль ул. Кристапа), построенный в 1913–1914 годах по проекту Э. Фризендорфа[12].
- В доме № 30 расположены административные подразделения медицинского университета имени Страдыня.

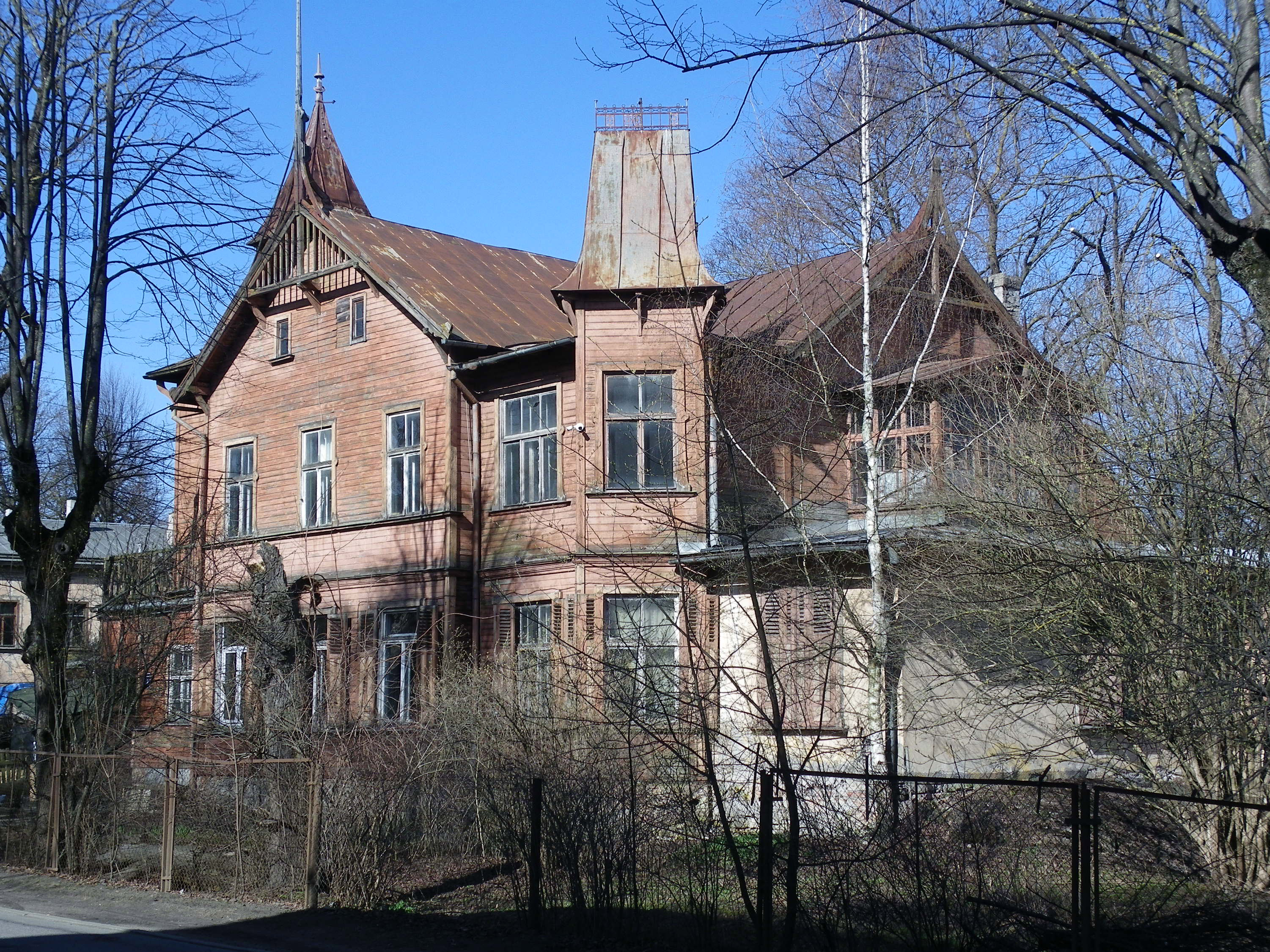
Дом № 2
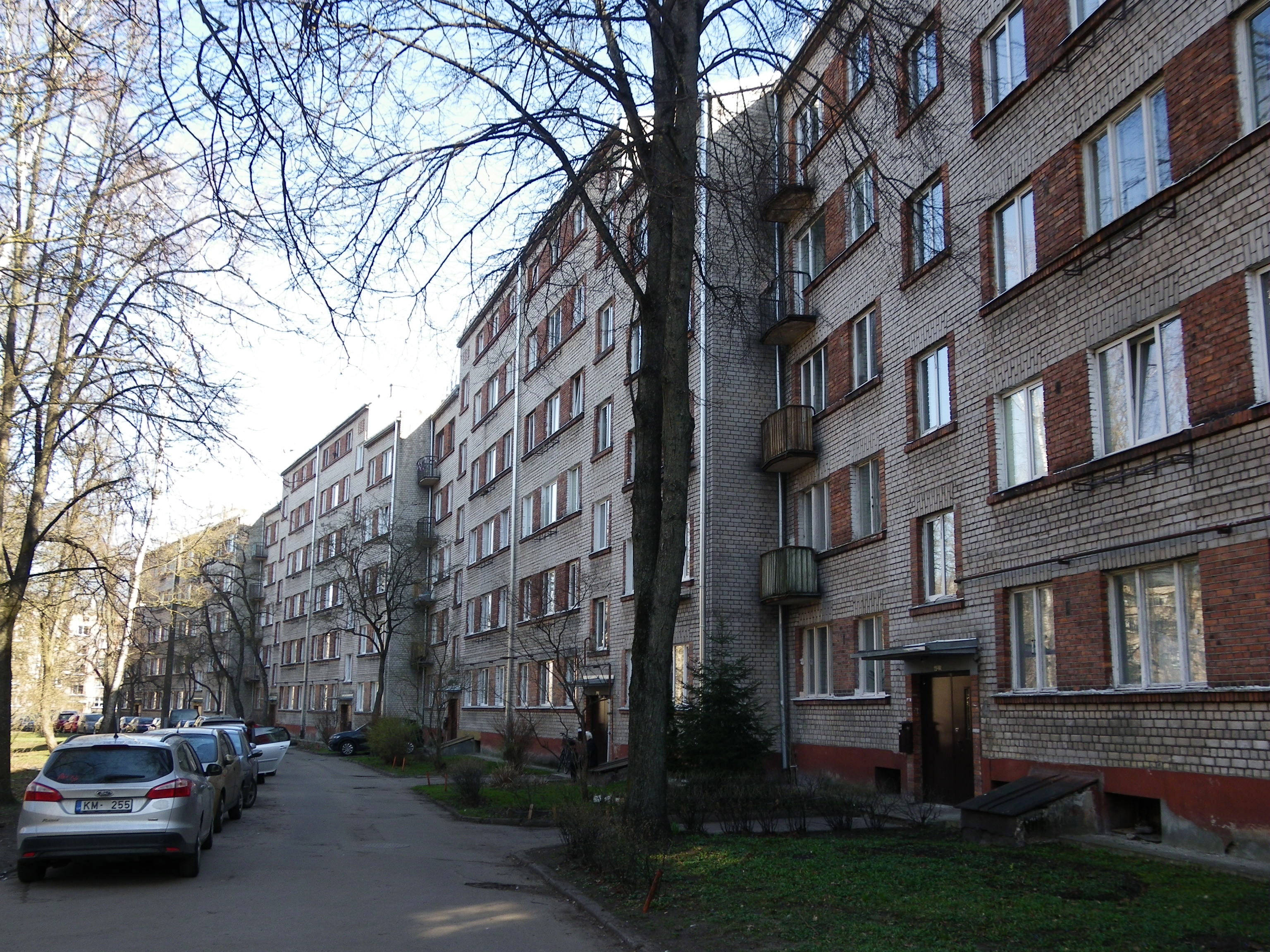
Внутри квартала «Агенскалнских Сосен»
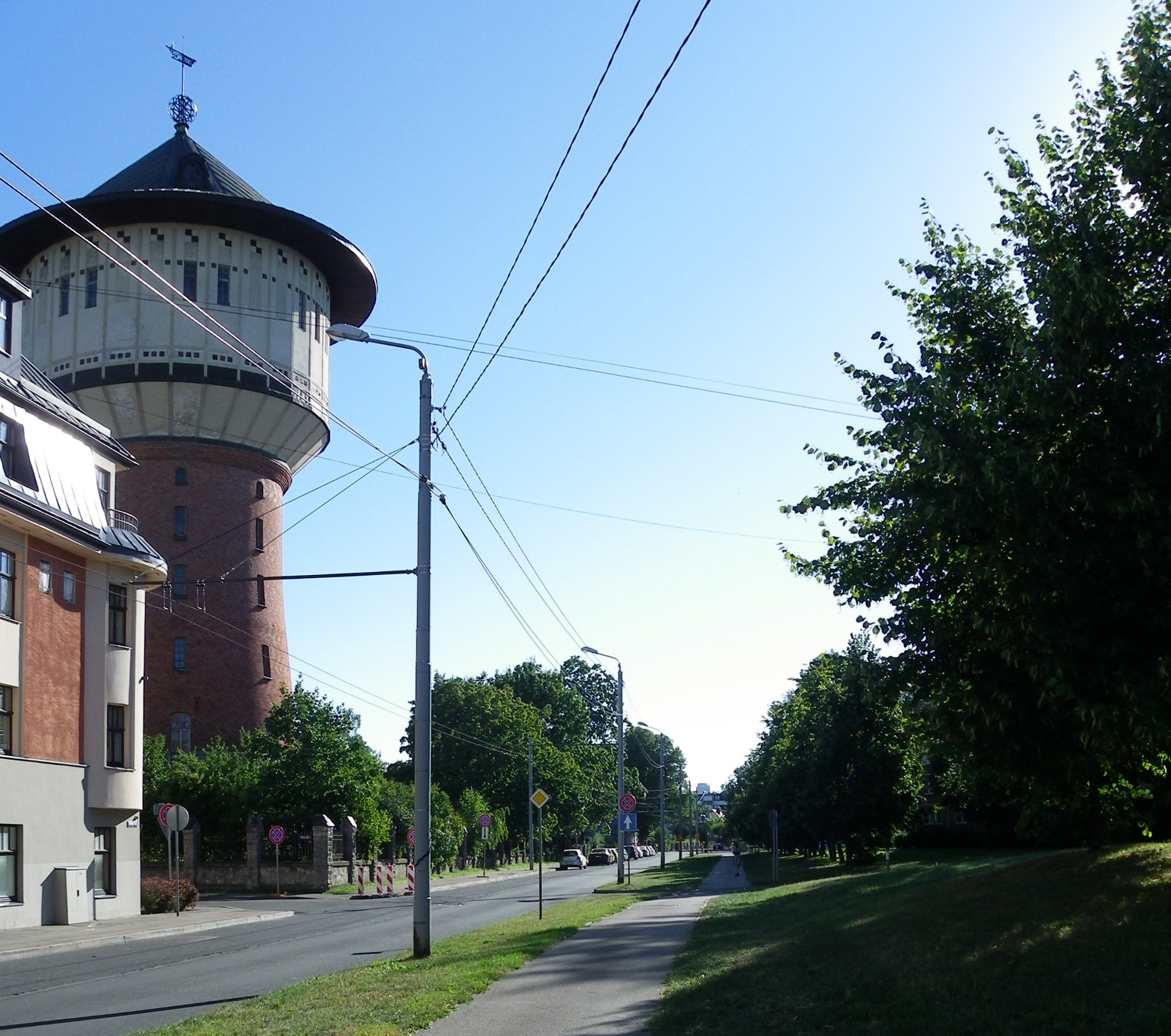
Ул. Кристапа у башни «Алиса»
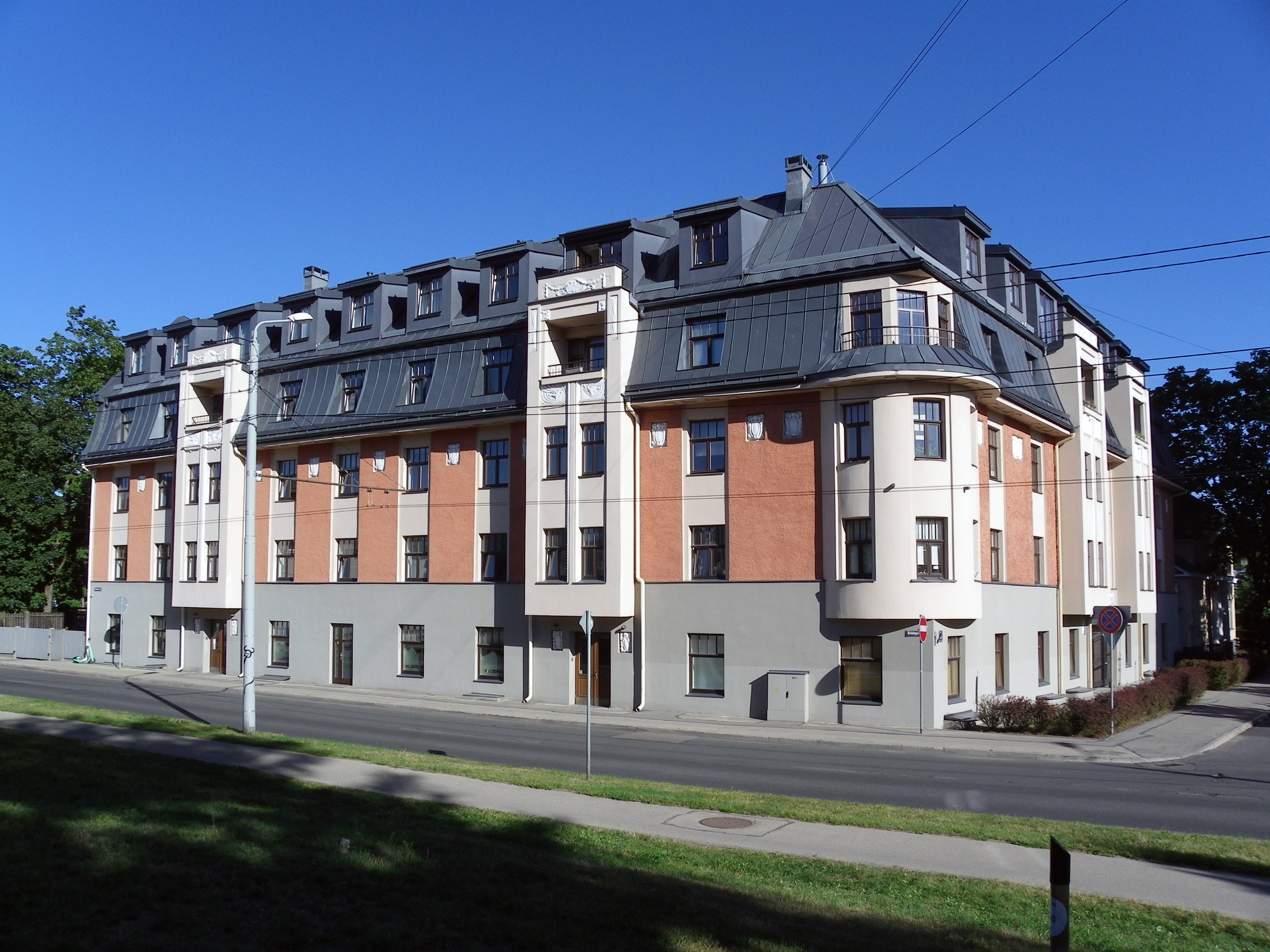
Вид на дом № 5 по ул. Алисес

## Прилегающие улицы
Улица Кристапа пересекается со следующими улицами:
- улица Маргриетас
- улица Дрейлиню
- улица Сабилес
- улица Мелнсила
- улица Алисес
- улица Баложу